# NHL All-Star Game 2017
NHL All-Star Game 2017 – 62 Mecz Gwiazd ligi NHL odbył się 29 stycznia 2017 w hali Staples Center w Los Angeles. Gospodarzem po raz trzeci była miejscowa drużyna Los Angeles Kings. Tak jak w roku 2016 wystąpiły cztery drużyny reprezentujące poszczególne dywizje. Zwyciężyła drużyna Dywizji Metropolitalnej, która w finale pokonała 4:3 drużynę Dywizji Pacyficznej. MVP turnieju wybrany został Wayne Simmonds.

## Regulamin zawodów
Mecze rozgrywane były przez drużyny składające się z bramkarza i trzech zawodników w polu. Każdy mecz składał się z dwóch części po 10 minut każda. W przypadku remisu po 20 minutach o zwycięstwie decydować miały rzuty karne.

## Konkursy umiejętności
Tradycyjnie Mecz Gwiazd poprzedziły w dniu 28 stycznia konkursy (m.in. na celność strzału, siłę strzału, najszybszego zawodnika i rzutów karnych). 
W roku 2017 dodano nową konkurencję: konkurs strzałów z czterech linii (Four Line Challenge). Wystąpiły cztery drużyny reprezentujące poszczególne dywizje. Zwycięska drużyna miała prawo wyboru półfinałowego przeciwnika w Meczu Gwiazd. Zwyciężyła drużyna Dywizji Atlantyckiej. Indywidualnie zwyciężyli: Shea Weber (siła strzału - 102,8 km/h), Connor McDavid (najszybszy zawodnik - 13,380 sek.) i Sidney Crosby (celność strzału - 10,730 sekundy).

## Składy drużyn
W pierwszej kolejności w drodze głosowania kibiców wybrani zostali kapitanowie drużyn: Sidney Crosby (Dywizja Metropolitalna), Connor McDavid (Dywizja Pacyficzna), P.K. Subban (Dywizja Centralna) i Carey Price (Dywizja Atlantycka). Następnie do każdej drużyny wybranych zostało sześciu napastników, trzech obrońców i dwóch bramkarzy przy założeniu, że z jednej drużyny nie może być więcej niż czterech zawodników i wszystkie drużyny dywizji muszą być reprezentowane.
| Dywizja Pacyficzna             |                                |                                |                              |                            |                              |
| Napastnicy                     |                                |                                |                              |                            |                              |
| Connor McDavid Edmonton Oilers | Jeff Carter Los Angeles Kings  | Johnny Gaudreau Calgary Flames | Ryan Kesler Anaheim Ducks    | Bo Horvat Vancouv. Canucks | Joe Pavelski San Jose Sharks |
| Obrońcy                        | Obrońcy                        | Obrońcy                        | Bramkarze                    | Bramkarze                  | Trener                       |
| Brent Burns San Jose Sharks    | Drew Doughty Los Angeles Kings | Cam Fowler Anaheim Ducks       | Martin Jones San Jose Sharks | Mike Smith Arizona Coyotes | Peter DeBoer San Jose Sharks |

| Dywizja Centralna               |                                 |                                     |                             |                                     |                                   |
| Napastnicy                      |                                 |                                     |                             |                                     |                                   |
| Patrik Laine Winnipeg Jets      | Patrick Kane Chicago Blackhawks | Nathan MacKinnon Colorado Avalanche | Tyler Seguin Dallas Stars   | Władimir Tarasienko St. Louis Blues | Jonathan Toews Chicago Blackhawks |
| Obrońcy                         | Obrońcy                         | Obrońcy                             | Bramkarze                   | Bramkarze                           | Trener                            |
| P.K. Subban Nashville Predators | Ryan Suter Minnesota Wild       | Duncan Keith Chicago Blackhawks     | Devan Dubnyk Minnesota Wild | Corey Crowford Chicago Blackhawks   | Bruce Boudreau Minnesota Wild     |

| Dywizja Metropolitalna            |                                    |                                         |                                          |                                    |                                 |
| Napastnicy                        |                                    |                                         |                                          |                                    |                                 |
| Sidney Crosby Pittsburgh Penguins | Cam Atkinson Columbus Blue Jackets | Aleksandr Owieczkin Washington Capitals | Taylor Hall New Jersey Devils            | Wayne Simmonds Philadelphia Flyers | John Tavares New York Islanders |
| Obrońcy                           | Obrońcy                            | Obrońcy                                 | Bramkarze                                | Bramkarze                          | Trener                          |
| Justin Faulk Carolina Hurricanes  | Seth Jones Columbus Blue Jackets   | Ryan McDonagh New York Rangers          | Siergiej Bobrowski Columbus Blue Jackets | Braden Holtby Washington Capitals  | Wayne Gretzky                   |

| Dywizja Atlantycka                  |                               |                                   |                                     |                            |                                               |
| Napastnicy                          |                               |                                   |                                     |                            |                                               |
| Nikita Kuczerow Tampa Bay Lightning | Brad Marchand Boston Bruins   | Frans Nielsen Detroit Red Wings   | Auston Matthews Toronto Maple Leafs | Kyle Okposo Buffalo Sabres | V. Trocheck Vincent Trocheck Florida Panthers |
| Obrońcy                             | Obrońcy                       | Obrońcy                           | Bramkarze                           | Bramkarze                  | Trener                                        |
| Shea Weber Montreal Canadiens       | Erik Karlsson Ottawa Senators | Victor Hedman Tampa Bay Lightning | Carey Price Montreal Canadiens      | Tuukka Rask Boston Bruins  | Michel Therrien Montreal Canadiens            |

## Wyniki spotkań
| PÓŁFINAŁY                                   |             | | |
| Drużyny                                     | Wynik meczu | Strzelcy bramek | Strzelcy bramek |
| Dywizja - Dywizja Pacyficzna Centralna      | 10 : 3      | 02:57 Cam Fowler (1) 03:39 Jeff Carter (1) 07:13 Connor McDavid (1) 08:00 Brent Burns (1) 09:49 Drew Doughty (1) 12:33 Johnny Gaudreau (1) 14:15 Joe Pavelski 15:43 Ryan Kesler (1) 16:29 Bo Horvat (1) 16:42 Johnny Gaudreau (2)              | 07:07 Jonathan Toews (1) 12:14 P.K. Subban (1) 14:39 Władimir Tarasienko (1)                                                                             |
| Dywizja - Dywizja Metropolitalna Atlantycka | 10 : 6      | 02:12 Wayne Simmonds (1) 04:49 Wayne Simmonds (2) 08:45 John Tavares (1) 08:45 John Tavares (2) 11:45 Seth Jones (1) 11:50 Taylor Hall (1) 16:26 Sidney Crosby (1) 16:35 Cam Atkinson (1) 17:45 Cam Atkinson (2) 19:59 Aleksandr Owieczkin (1) | 04:06 Nikita Kuczerow (1) 06:30 Victor Hedman (1) 07:13 Erik Karlsson (1) 10:50 Auston Matthews (1) 13:15 Nikita Kuczerow (2) 18:54 Vincent Trocheck (1) |
| FINAŁ                                       |             | | |
| Dywizja - Dywizja Metropolitalna Pacyficzna | 4 : 3       | 01:25 Seth Jones (2) 04:09 Justin Faulk (1) 14:57 Cam Atkinson (3) 15:02 Wayne Simmonds (3) | 00:22 Joe Pavelski (2) 04:40 Connor McDavid (2) 07:52 Bo Horvat (2)                                                                                      |